# Rio Egher (Tur)
O Rio Egher é um rio da Romênia, afluente do Racta, localizado no distrito de Satu Mare.